# Dvojzoborožec nosorožčí
Dvojzoborožec nosorožčí (Buceros rhinoceros), také dvojzoborožec velký, zoborožec nosorohý či zoborožec velký je druhým největším druhem stromového zoborožce. Žije v pevninské i ostrovní části jihovýchodní Asie.

## Systematika
Rozlišují se tři poddruhy, které se liší podobou přilby, zejména jejím tvarem. Těmito poddruhy jsou:
- B. r. borneoensis Schlegel & S. Müller, 1840 – Borneo;
- B. r. rhinoceros Linnaeus, 1758 – jižní oblasti Malajského poloostrova, Sumatra;
- B. r. silvestris Vieillot, 1816 – Jáva.

## Popis
Váží mezi dvěma a třemi kilogramy. Rozpětí křídel až 130 cm. Délka těla 42 až 50 cm, délka ocasu až 40 cm. Vyniká převážně černým zbarvením. Masivní zobák s přilbou má výraznou oranžovo-červenou barvu. Na povrchu zobáku je tenká vrstva rohoviny, uvnitř je zobák zpevněn spletí tenkých kostěných trámečků; útvar je vyplněný především vzduchem a je lehký. Přestože zobák má odlehčenou vnitřní strukturu, jsou krční obratle srostlé a krční svaly silnější, než je u jiných ptáků než zoborožců obvyklé.

## Rozšíření
Vyskytuje se v oblasti jihovýchodní Asie, konkrétně v Indonésii (na Jávě, Sumatře, Borneu), dále v Thajsku, Malajsii a Singapuru). Žije v tropickém lese, a to až do nadmořské výšky 1400 m n. m.

## Ekologie
Je aktivní ve dne. Stejně jako další příbuzné druhy vytváří dlouhodobě stabilní páry. Hnízdí v dutinách stromů. Živí se rostlinami a jejich plody, např. fíky, a také menšími druhy živočichů (drobní obratlovci, členovci).

## Chov v zoo
Tento druh patří k vzácně chovaným. Na jaře 2019 byl v rámci Evropy chován v necelých dvou desítkách zoo. Ve většině případů se jedná o jávský poddruh Buceros rhinoceros silvestris. Nejúspěšnějším chovatelem tohoto druhu v Evropě je Zoo Praha. V Česku jej chová rovněž Zoo Zlín.
Na Slovensku byl chován koncem 60. a počátkem 70. let 20. století v Zoo Bojnice.

### Chov v Zoo Praha
V Zoo Praha je tento druh chován od roku 2003, kdy byla dovezena samice Markéta. Do Prahy byla dovezena ze soukromé zoo, ale pochází z volné přírody. Od dva roky později přibyl samec Prokop. První odchov se podařil v roce 2007. Jednalo se o první odchov v Česku. V následujících letech se podařilo navázat dalšími úspěšnými hnízděními a přirozenými odchovy. V roce 2011 se poprvé narodila mláďata dvě. V roce 2015 uhynul samec Prokop. Úspěšně jej nahradil jiný samec (Prokop Druhý). Ke konci roku 2017 byl chován pár a dvě toho roku narozená mláďata, tedy čtyři jedinci. Ke konci roku 2018 byl chován samec a čtyři samice, z toho dvě narozené v roce 2018. Do jara 2019 včetně se vylíhlo celkem 15 mláďat a z toho 13 mláďat se podařilo odchovat do věku více než tří měsíců, což se nepovedlo v žádné jiné evropské zoo. Mláďata narozená v březnu 2019 však byla krmena speciálně pomocí maňásků vzhledově připomínajících dospělého jedince, protože samice opustila vejce, která proto byla umístěna do líhně.
V srpnu 2019 se vylíhla další dvě mláďata. V jedné chovatelské sezoně tak dohromady šlo o čtyři mláďata, což je světový rekord. Počet odchovaných mláďat tak dosáhl čísla 13, všechna od samice Markéty. Více potomků po sobě nenechala žádná jiná samice chovaná v Evropě. V roce 2020 tato samice pokořila dokonce světový rekord, když překonala 16 mláďat jedné samice chované ve Spojených státech amerických. Odchovala v pořadí 16. a 17. mládě.
Tento druh je k vidění ve voliéře naproti vstupu do expozičního celku Vodní svět a opičí ostrovy, poblíž pavilonu tučňáků.